# Nada Ruždjak
Nada Ruždjak, auch Nada Ruždjak-Siriščević, (* 26. November 1934 in Zagreb, Königreich Jugoslawien; † 27. Oktober 2012 in Zagreb, Kroatien, Kroatien) war eine kroatisch-jugoslawische Opernsängerin mit der Stimmlage Sopran.

## Leben
Nada Ruždjak wurde in Zagreb geboren. Ihre Mutter stammte aus der Umgebung von Varaždin; ihr Vater war Slowene. Sie begann ihre Karriere nach einem erfolgreichen Vorsingen und Vorsprechen 1963 am Kroatischen Nationaltheater (Hrvatsko narodno kazalište Ivana pl. Zajca u Rijeci) in Rijeka, wo sie als Marica in der Operette Splitski akvarel von Ivo Tijardović debütierte. Von 1963 bis 1965 war sie als Schauspielerin und Sängerin am Komödientheater in Zagreb engagiert.
Sie studierte dann jedoch weiter Gesang bei den Lehrern Lav Urbanić, Zlatko Sir und schließlich bei dem Heldenbariton Vladimir Ruždjak (1922–1987), den sie später in zweiter Ehe auch heiratete. 1965 wurde sie als festes Ensemblemitglied an die Kroatische Nationaloper Zagreb (Hrvatsko narodno kazalište u Zagrebu) engagiert, wo sie fast vierzig Jahre auftrat. Dort debütierte sie 1965 als Gilda in der Oper Rigoletto. Bis 1980 war sie dort als „Erste Koloratursopranistin“ engagiert. Später sang sie weiterhin gastweise an der Nationaloper Zagreb. Nach 1980 trat sie auch am Theater in Maribor häufig noch auf.
Auf der Bühne trat sie hauptsächlich unter dem Namen Nada Siriščević auf. Ruždjaks Karriere dauerte sehr lange. Sie gab noch bis ins hohe Alter Liederabende und sang Recitals, so noch 2006 beim Musiksommer Novalja auf der Insel Pag. Erst mit 74 Jahren nahm sie endgültig von der Bühne Abschied.
Ruždjak sang auf der Bühne schwerpunktmäßig das Fach des lyrischen und dramatischen Koloratursoprans. Zu ihren Bühnenrollen gehörten unter anderem Konstanze in Die Entführung aus dem Serail, die Königin der Nacht in Die Zauberflöte, Susanna in Le nozze di Figaro, Serpina in La serva padrona, Lady Harriet in Martha, die Titelrolle in Lucia di Lammermoor, Gilda, Oscar in Un ballo in maschera, Mimì und Musetta in La Bohème, Micaëla in Carmen und Adele in Die Fledermaus. Als ihre besondere Glanzpartie galt die Rolle der Kurtisane Violetta Valéry in Verdis Oper La traviata. Diese Rolle sang sie über 20 Jahre auf zahlreichen internationalen Bühnen, unter anderem in Berlin unter der musikalischen Leitung von Lorin Maazel.
Sie gastierte an der Nationaloper Belgrad (Narodno Pozorište u Beogradu), am Bolschoi-Theater in Moskau, an der Deutschen Oper Berlin, am Teatro Massimo in Palermo sowie in Spanien und Portugal.
Nada Ruždjak erhielt 1972 für ihre künstlerischen Verdienste den Milka-Ternina-Preis; 2008 wurde sie für ihr Lebenswerk mit dem Kroatischen Theaterpreis ausgezeichnet.
Ruždjak war zweimal verheiratet. Aus ihrer ersten Ehe mit einem Ingenieur aus Zagrab stammt ihr Sohn Dražen. Ihr Sohn Marko Ruždjak (* 1966 in Zagreb) aus ihrer zweiten Ehe mit Vladimir Ruždjak, mit dem sie insgesamt fünfzehn Jahre verheiratet war, wurde als Komponist bekannt.

## Tondokumente
Schallplattenaufnahmen mit Nada Ruždjak erschienen unter anderem  bei Jugoton, darunter die Oper Die Liebe des Don Perlimplin von Miro Belamarić. Außerdem existieren Rundfunkaufnahmen und Live-Mitschnitte.